# Trachymaia
Trachymaia is een geslacht van kreeftachtigen uit de klasse van de Malacostraca (hogere kreeftachtigen).

## Soort
- Trachymaia cornuta A. Milne-Edwards, 1880